# Саган, Вильгельмина

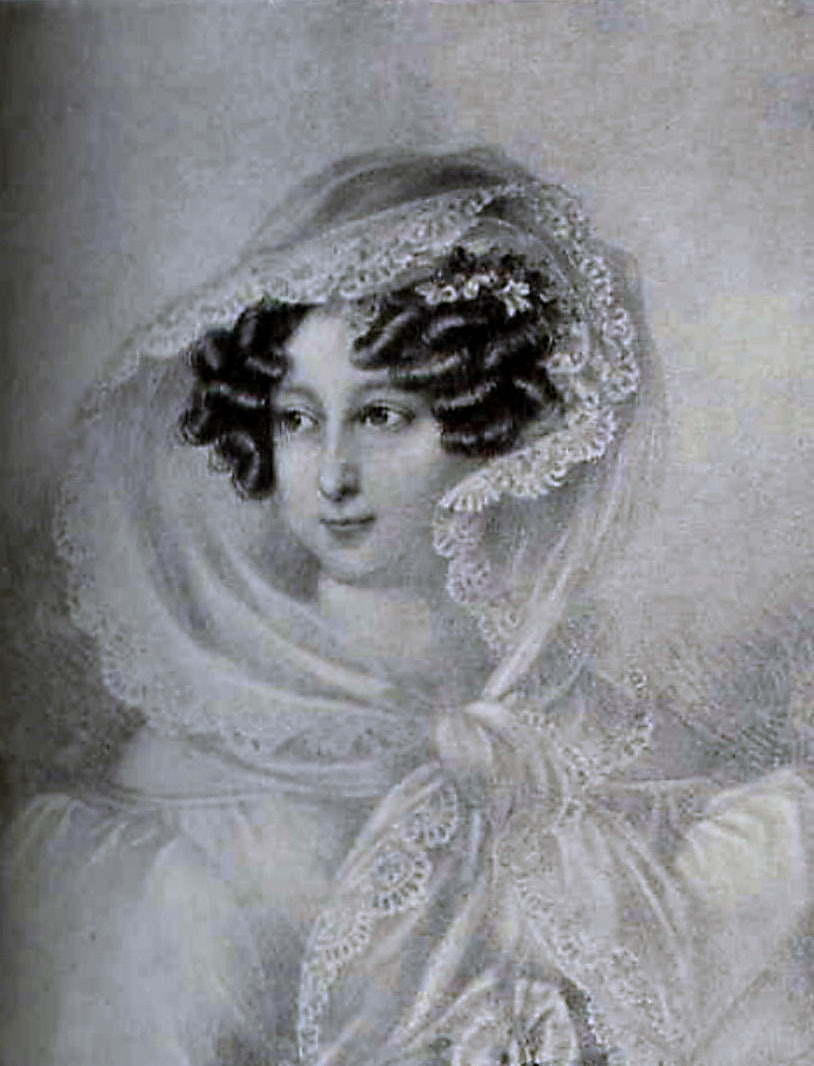
Вильгельмина Саган

Вильгельми́на, герцогиня Саган, Екатерина Петровна, Катарина Фридерика Вильгельмина Бенигна фон Бирон, принцесса Курляндская, герцогиня Саган, герцогиня Заганьская (фр. Wilhelmina Catherine Frédérique Biron; 8 февраля 1781, Митау, Курляндия и Семигалия — 29 ноября 1839, Вена, Австрийская империя) — немецкая светская дама, писательница, хозяйка литературного салона. Любовница Меттерниха, старшая сестра Доротеи, герцогини Саган, любовницы Талейрана.

## Биография
Старшая дочь курляндского герцога Петра Бирона (сына знаменитого фаворита императрицы Анны герцога Эрнста Бирона) и его третьей жены Доротеи фон Медем. Раннее детство прошло в Митау. Затем Бирон был вынужден отречься от Курляндского герцогства, и семья переехала в герцогство Саган в Силезии, купленное в 1786 году. Также в числе других имений её отец купил уезд Наход в Богемии, в том числе замок Ратиборжице. Вильгельмина, которая унаследует и Саган, и Наход, позже выберет этот замок в качестве летней резиденции.

### Первая любовь и два брака

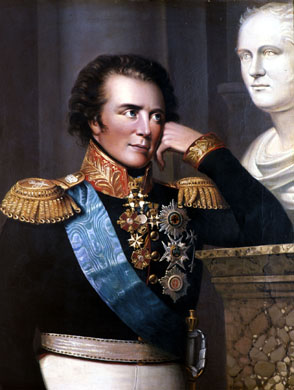
Генерал Армфельт

Вильгельмина была красивой, образованной и изучала историю и философию. Она влюбилась в любовника своей матери шведского генерала Густава Армфельта. Тайные отношения с Армфельтом, который был намного старше её и вдобавок женат, привели к тому, что в 1800 году 19-летняя Вильгельмина родила в Гамбурге девочку, которую назвали Густава (1800—1881). Роды были сложными, и из-за некомпетентности повитухи Вильгельмина больше не смогла иметь детей. Густаву отдали родственникам отца в Швеции, и больше мать её никогда не видела. В будущем Вильгельмина сожалела об этом решении. Чтобы защитить репутацию своей возлюбленной, генерал устроил её брак с французским дворянином из аристократов, принцем Жюлем Роганом-Гемене (Jules de Rohan-Guemene, 1768—1836). Брак оказался неудачным и закончился разводом в 1805 году.
В 1800 году шла речь о помолвке Вильгельмины с сыном Суворова, Аркадием Александровичем Суворовым-Рымникским, но свадьба не состоялась. «За генералиссимусом очень ухаживали; особа, на которой выбор его остановился, имела громкий титул герцогини Саганской, большое состояние, оценивавшееся в 3 миллиона, молодость, красоту. Государю Суворов писал: „сходство лет, нрава и душевных свойств обещает сыну моему благополучный брак“. В Праге дело было решено на словах, не оформлено и не закреплено документально; траур в семействе невесты отсрочивал совершение брака на 4 месяца; для составления брачного акта требовалось многое разъяснить и приготовить, например нужно было получить от Государя будущей княгине Суворовой право выезда из России за границу в свои владения. А между тем Суворов-отец вскоре захворал и к тому времени, когда кончался траур герцогини Саганской, умер; следовательно бракосочетание опять отсрочивалось. Но так как с кончиной генералиссимуса, исчезла главная движущая сила во всем этом деле, то оно и расстроилось».
Последующую жизнь Вильгельмина провела между Веной, Прагой, Ратиборжице и Саганом. Кроме того, она путешествовала в Италию, Англию и Францию.
Её второй брак с князем Василием Сергеевичем Трубецким (1776—1841) также закончился разводом (1805—1806 гг.). В Вене она держала салон, где собиралась высшая аристократия. Будучи привлекательной женщиной, она кружила головы многим дворянам. Так, например, у неё случился роман с князем Альфредом Виндишгрецем, австрийским генералом.

### Отношения с Меттернихом

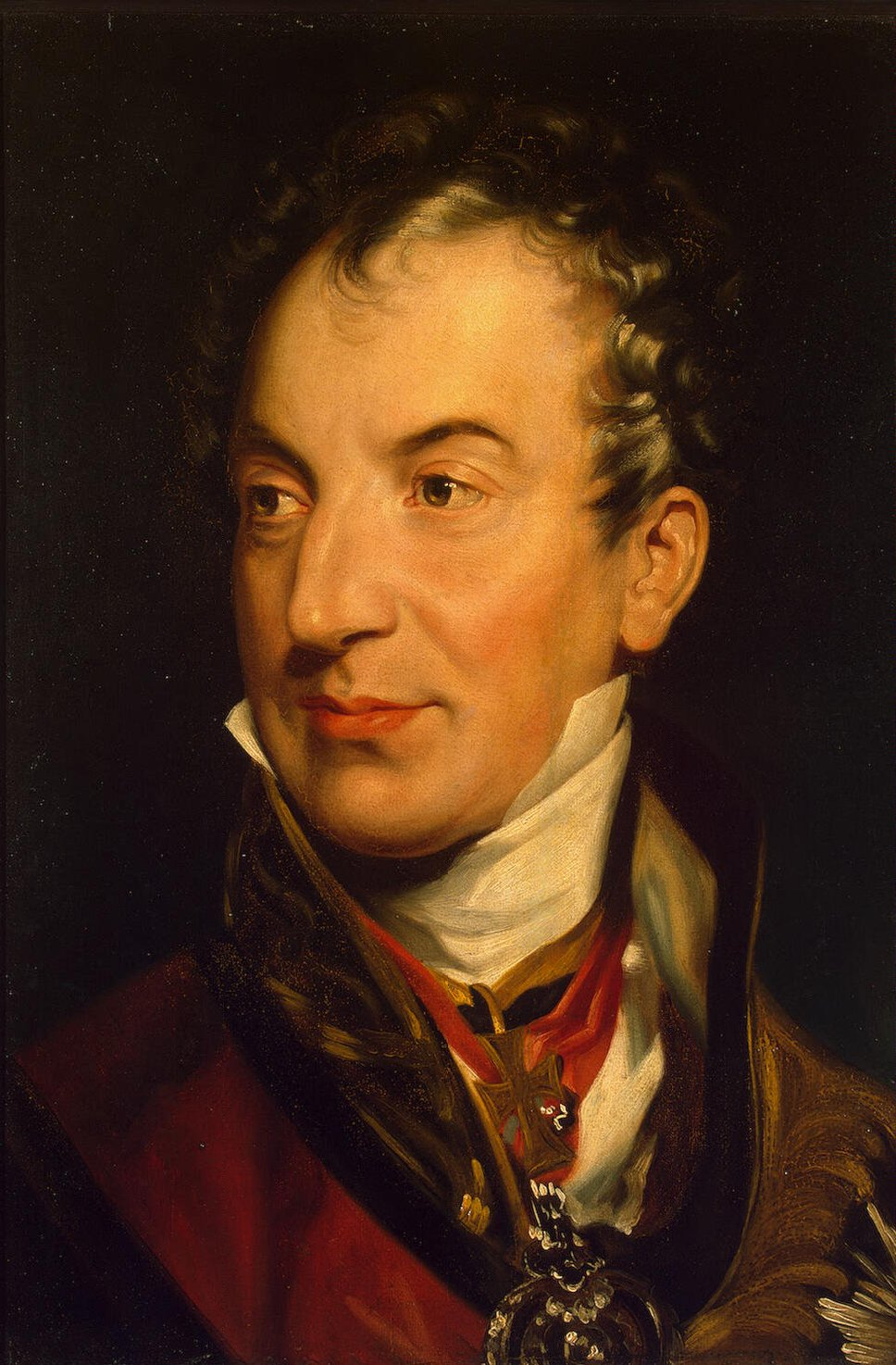
Меттерних

Хотя Вильгельмина была давно знакома с Меттернихом, их роман начался только весной 1813 года. Об их страсти свидетельствует более 600 писем, где также описывается политическая ситуация и рассказывается о государственных решениях, принятых Меттернихом.
Перед этим у Меттерниха был роман с женой Багратиона Екатериной Скавронской, которая в 1810 году родила ему дочь Клементину.
Современные историки выдвигают предположение, что Вильгельмина, ненавидевшая Наполеона, могла оттолкнуть Меттерниха от его осторожной профранцузской политики. Так, переговоры 1813 года об антинаполеоновской коалиции между Пруссией, Австрией и Россией были проведены в замке Ратиборжице. Княгиня Багратион, впрочем, также «через много лет с удовольствием вспоминала, что именно она уговорила Меттерниха согласиться на вступление Австрии в антинаполеоновскую коалицию».

#### Венский конгресс
Пик отношений Вильгельмины и Меттерниха пришелся на период Венского конгресса, где Екатерина Багратион — «Русская Андромеда», соперничала с Вильгельминой — «Клеопатрой Курляндии», за благосклонность Александра I. Обе львицы поселились в роскошном Palais Palm, заняв каждая свою половину. Сложившийся «любовный квадрат» вызывал немалый интерес у окружающих.
«Однажды в припадке ревности австриец выдвинул Заганьской ультиматум по поводу приглашения царя на обед. „Или я — или царь!“ — заявил он. Вильгельмина предпочла Александра и, видимо, рассказала ему о выходке Меттерниха».

Те хитрости, которые Александр I применил в начале Венского конгресса в борьбе с Меттернихом, были женские хитрости. Желая выведать тайны лукавого дипломата, он овладел симпатиями сначала княжны Багратион, бывшей любовницы Меттерниха, а потом симпатиями герцогини Саган, к которой как раз в эпоху конгресса питал особую нежность сластолюбивый австрийский князь. Известно, что будущие творцы Священного союза ознаменовали свои отношения в ту пору самой скандальной ссорой, и Меттерних в своих мемуарах, весьма, впрочем, лживых, уверял даже, что Александр вызывал его на дуэль.— Г. И. Чулков. «Императоры: Психологические портреты»
«Прекрасная герцогиня Саган, как говорят, сама преследовала ухаживаниями русского императора и даже однажды забралась к нему в карету, но он не захотел воспользоваться обстоятельствами». «Но ещё через несколько дней у Александра случилось новое приключение: герцогине Саган удалось-таки добиться его благосклонности. Княгиня Багратион была в ярости. Меттерних ревновал, а Александр Павлович радовался как мальчишка, узнав о таковых чувствах знаменитого дипломата. В Вене острили: баварский король пьёт за всех, вюртембергский король ест за всех, а русский царь любит за всех…».
После Венского конгресса отношения Меттерниха с Вильгельминой закончились, так как Вильгельмина «решила женить на себе Меттерниха и проиграла. Граф остался верен семейному очагу и Элеоноре (жене)».

### Дальнейшая жизнь

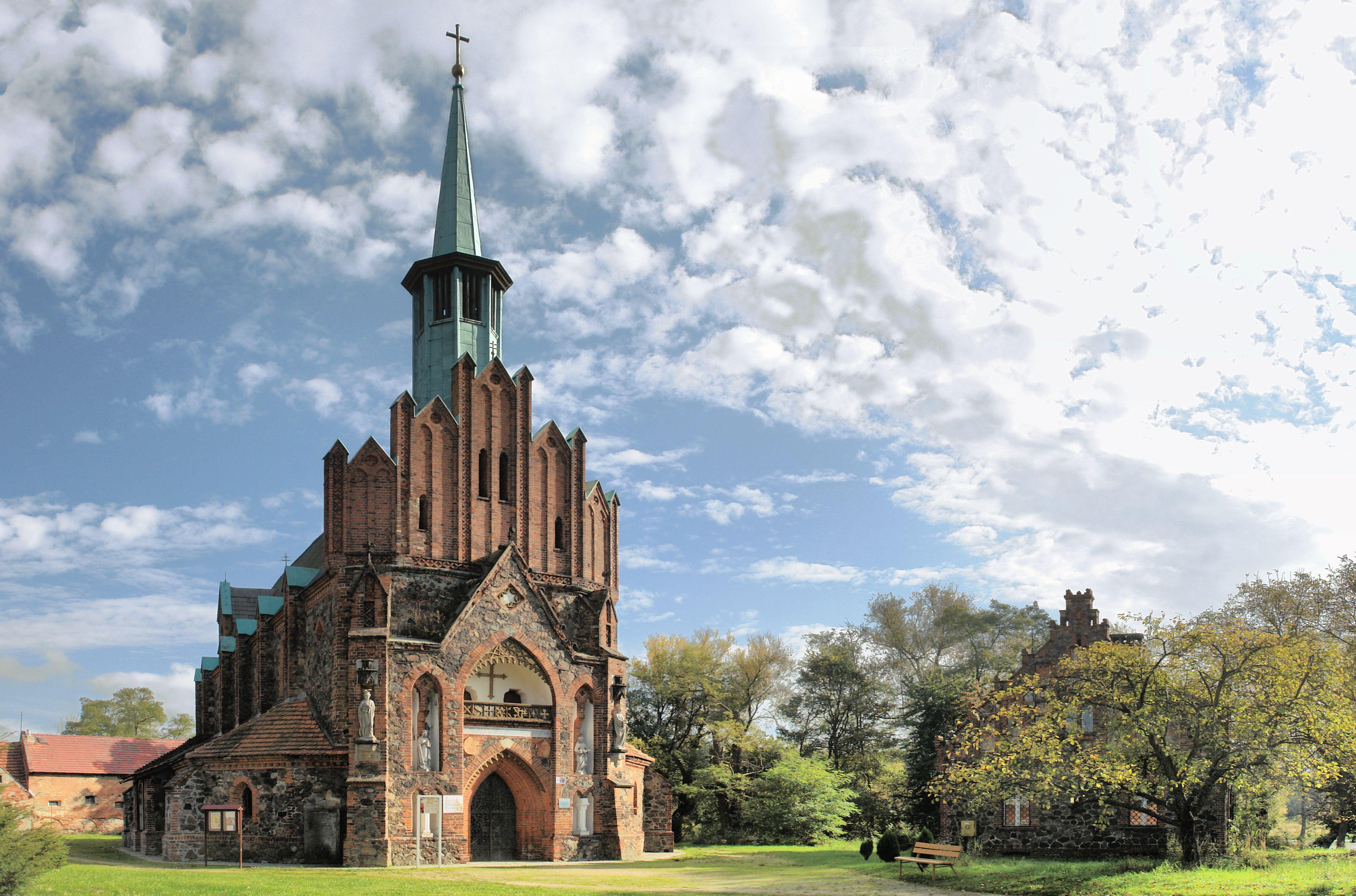
Крейцкирхе в Сагане — место упокоения герцогинь из рода Биронов.

В 1818 году она вышла замуж за графа Карла Рудольфа Шуленбурга (Carl Rudolf Graf von der Schulenburg, 1788—1856). Этот брак также закончился разводом.
Не имея детей, Вильгельмина стала приёмной матерью многим молодым девушкам. Её особым покровительством пользовалась Божена Немцова, знаменитая чешская писательница. Матерью писательницы, согласно официальным документам, была ключница в доме герцогини, и поэтому подозревают, что она возможно была внебрачной дочерью самой Вильгельмины и Меттерниха, либо графа Карла Клам-Мартиница (Karel Clam-Martinic), либо Виндишгреца (Windischgraetz). Согласно другой версии, Божена может быть племянницей Вильгельмины, дочерью её сестры Доротеи и графа Карела Клам-Мартинича.
Божена Немцова изобразила Вильгельмину в своей повести «Бабушка» (1855) как идеал женщины. Этот образ был настолько трогательным, что в чешской культуре выражение «paní kněžna» стало подразумевать собственно Вильгельмину.
Вильгельмина скончалась 29 ноября 1839 года без законного потомства и её состояние отошло к сестре Полине. Похоронены сёстры в Крейцкирхе в Сагане.